# Manali
Manali – miasto w północnych Indiach w stanie Himachal Pradesh, w zachodnich Himalajach.
Położone jest nad rzeką Beas, przepływającą przez dolinę Kullu. Dolina ta jest otoczona trzema pasmami górskimi: Himalajami Wysokimi, Pir Panjal, Dhaula Dhar. Prowadzi przez nią górska droga do Ladakhu. 
Populacja miasta w 2001 roku wynosiła 6265 mieszkańców.
Manali jest ważnym ośrodkiem handlowym (ryż, owoce, wyroby wełniane). Stanowi również bazę turystyczną, ponieważ zaczyna się w nim wiele szlaków trekingowych. Znajdują się tam hinduistyczne świątynie: Hadimba Devi Temple (drewniane rzeźbienia) i Vashisti Temple.
Manali można zobaczyć jako tło wydarzeń w tollywoodzkim filmie Desamuduru.